# モノライン保険会社
モノライン保険会社（モノラインほけんがいしゃ）は金融保証専門の保険会社。

## 概要
モノラインの「モノ」は「単一」を意味し、複数（マルチ）の種類の保険を扱うマルチライン保険会社と対比されて使用される用語である。広義（保険業界）においては、単一種類の保険をあつかう保険会社は全てモノラインと呼ばれるが、狭義（金融業界）においてはニューヨーク州保険業法69条に基づき設立された金融保証を専門に扱う民間保険会社をさす。

### ビジネス・モデル
地方債など信用力の比較的高い債券への保証を行い、その際に銘柄、期間を細かく分散させることにより保証会社自らも格付機関より最上級の格付けを獲得し、その信用力をもとに業務を行う。被保証対象は、資本市場における元本の確定している債券やローン(fixed Income)のみを対象とし、株式、為替、商品、不動産等元本の確定していない金融商品は対象外である。確定したキャッシュ・フローのクレジットリスクのみを保証し、いわゆるマーケットリスクは保証しない。
被保証債券をさらに詳しくみると、公的セクター（地方債など）及び、資産担保証券（Asset Backed Securities=ABS)に大別され、一般社債等の保証は行っていない。保証対象の資産担保証券の種類は多様だが共通する基本的な特性として、ABSの優先（シニア）債への保証のみを行い、劣後債への保証は行わないということがあげられる。ABSにおいては、「大数の法則」が働き、信用状態が悪くなっても、劣後債が最初に損失を蒙る。このため、優先債の急激な信用悪化は一般的には無い。また、優先債全額を保証するモノライン保険会社は、一般的にABSの構造上、いわゆるコントロール権をもっている。このコントロール権を利用することにより信用状態が悪化しはじめた場合には積極的に関与するため、一般的なABSの優先債投資家よりは立場が強い。

### 保証という金融商品の特性
金融保証という商品の最大の特色のひとつとして「主債務の当初約定通りの元利金の支払いを行う」ということがあげられる。例として、年2回利払いのある、30年後に満期を持つ債券が5年目に支払い不履行をおこしたとする。この場合、金融保証会社は支払い不履行のあった5年目から、30年目までの25年分の6ヶ月毎の利払いと、30年目の元本をその支払い期日が来たときに支払う。債券の利率（クーポン）は、一般的に債券元本に対し数パーセントである。この結果、複数の主債務者（債券の発行体）が支払い不履行を行った場合においても保証会社において流動性不足を生じないように計算・分散されている。この様な金融保証は「スケジュール・ペイメント保証」とも言われる。

### 格付機関のモノラインに対する格付手法
このように、低い信用リスクをもつ分散された地方債・ABS債の保証ポートフォリオと、スケジュールペイメント保証を組み合わせることにより、モノライン保険会社は格付け機関から高格付けを取得する。その際、格付け機関がとる格付手法は、銀行の格付けと類似している。

#### シャドー格付け
まず、モノライン保険会社は保証対象となる被保証債券の保証付与前の格付けを取得することが義務付けられる。この保証付与前の格付けは「シャドー格付」と呼ばれる。これは、保証を行った場合、前面に出てくるのは保証会社の格付けであり、被保証債券のこの格付けは一般的には発表されないからである。シャドー（影）と呼ばれるのはこのためである。このシャドー格付けをとる過程で、すでに一部の格付け機関からは対象債券に対する分析がなされていることになる。シャドー格付けに関しては、一般的に投資適格以上が保証を付与する最低条件である。

#### キャピタル・チャージ
格付け機関は、シャドー格付けを確認すると同時に案件ごとに予想損失を計算（現在価値ベース）し、その分の資本を備えとして充てるよう指導する。この「備え」の部分はキャピタル・チャージと呼ばれる（銀行のリスクウエイトに類似）。もともと、支払い不履行の確率が低く、かつ不履行の場合でも回収率が高いと想定される地方債・ABS優先債が対象であるため、キャピタル・チャージは一般的には元本の数パーセントである。そのキャピタル・チャージを積み上げていくと、その保証会社の会社レベルでの最大予想損失を表すことになる。格付け機関では、様々な信用悪化シナリオ分析に基づきこの最大予想損失額を会社レベルで再計算（増加）する。この過程は「ストレスをかける」と表現され、「大恐慌シナリオ」などが典型的な例である。この様に極端なストレスをかけても十分資本があるという計算結果が出れば、最上級格付けが付与される。関係式で表現すると、分母にストレス後の（増加した）必要資本量（＝キャピタルチャージの合計）、分子に現在の保険金支払い余力（＝資本量）をおき、1.25倍以上であれば最上級格付というように定義される。

### モノライン保険会社に対するリスク分析方法
「ストレスをかける」という作業の最大の特色は、それが計算上・概念上のことであるという点である。ある被保証債券の損失額の予想（すなわちキャピタル・チャージ）を増加させるという格付機関の行為は、当然その被保証債券の信用状態が弱まると予想されるときに行われる。しかし、保証会社は「スケジュールペイメント保証」を行っているため、予想損失額の増加にともなう資本を増強する必要性と、実際の保険金の支払いとの間にはかなりの期間的ずれが生じるケースがある。先ほどの30年債の例に戻ると、5年目に支払い不履行をおこした被保証債券発行体のキャピタルチャージは急激に上昇するであろうが、金融保証会社の実際の支払いは残り25年間に渡って行われる。しかし、計算上は既存の資本に対するキャピタルチャージが急上昇する結果、最上級格付けを維持するために必要な水準を満たさなくなる可能性もありうる。上記計算式の例を再び引用すると、(実際の資本量÷理論上必要な資本量）の割合が1.25を割れ、それに対する何らかの資本の増強が行われないと「格下げ」要因となる。最も極端なケースにおいては、ある被保証債券が支払い不履行をおこす「可能性が高まった」だけでも、格付け機関は主観的にキャピタルチャージを上げるため、実際の支払い不履行が数年後まで起きないにもかかわらず、格下げがおこる可能性がある。このため、金融保証会社の「格下げリスク」と「流動性リスク」は全く別個のものであり、クレジット分析においては分けて考慮される。

### 金融保証とクレジット・デフォルト・スワップ(CDS)との違い

#### 契約形態から見た違い
金融保証は、NY州保険局に登録された保険証券を使用する。これに対し、CDSの場合はISDAのCDS雛形を利用する。

#### 支払い事由からみた違い
金融保証とCDSとの最大の違いは、クレジット・イベント（支払い事由）の発生形態にある。金融保証は原債務が支払われなかった場合にのみ代位して支払う。この支払い事由は「支払い不履行」(Failure to Pay)と呼ばれる。このことは保証がある特定された債務に対する保証であることから生じる。これに対しCDSの場合は主債務が特定されておらず、Reference Entityという広い範囲で指定される。このため、CDSの場合の支払い事由も広く、前記Failure to Payに加えて、破産(Bankruptcy)及びリストラクチャリング(Restructuring)が含まれる。この3つの支払い事由をさしてCDS市場では3CE(3 Credit Event)と称される。この表現を用いると、金融保証の支払い事由は支払い不履行(Failure to Pay)のみであるため、1CEであると表現できる。この様に金融保証の支払い事由はCDSに比べ範囲が狭い。

#### 決済方法からみた違い
金融保証とCDSでは、支払い事由も異なるが、実際の支払い方法も異なる。金融保証がスケジュール通りの支払いのみを行うのに対し、CDSの場合は3CEが起きた場合、現物決済(Physical Delivery)あるいは資金による相殺決済(Cash Settlement)が行われる場合がある。これは、支払い事由が起きた時点で、プロテクションの売り手は元本の相当部分の流動性を用意、保有していることが必要であることを意味する。この時にプロテクションの売り手の信用力が買い手より相対的に弱い場合、プロテクションの買い手は売り手に対するカウンターパーティー・エクスポージャーをマネージするために、ISDAの雛形に基づくCSA(Credit Support Annex)を結ぶ場合がある。参照銘柄の信用状態が悪化したと市場が判断し、CDS価格が上昇する場合、CSAを通してプロテクションの買い手は売り手に対し担保を要求することになる。プロテクションの売り手は当該CDS取引による時価評価損が担保の提供を通して直ちに流動性への必要性へと波及する。この点、モノライン会社は実際の支払い不履行が起きない限りは流動性の提供は必要ない。

#### 会計上の違い
米国においては、CDSはデリバティブであり、FASB133に基づき時価会計の対象となる。これに対し、保証は、保険であり時価会計の対象とならない。

#### Pay As You Go CDS
近年、保証とCDSのハイブリッドとも言うべき商品であるPay as you go CDSが発展した。これは、スケジュール・ペイメント保証という本来の金融保証の特色は堅持しながらも、契約書式だけはISDAの雛形を使うものである。一般的なCDSと大きく異なる点はCSAを結ばない点にある。しかし、伝統的な金融保証と経済効果は同じであるものの契約書式がISDAの雛形を利用するため、FAS133の対象であり、各モノライン保険会社の時価評価の対象となっている。この結果モノライン保険会社は、実際の資金移動を伴わない「計算上の」時価評価損益を発表する場合がある。